# Pomadasys kaakan
 Pomadasys kaakan és una espècie de peix de la família dels hemúlids i de l'ordre dels perciformes.

## Morfologia
Els mascles poden assolir els 80 cm de longitud total.

## Distribució geogràfica
Es troba des del Mar Roig i l'Àfrica oriental fins al sud-est d'Àsia, Taiwan i Austràlia (Queensland).